# こんなこいるかな
こんなこいるかなは、NHKの幼児向け番組『おかあさんといっしょ』のコーナー。1986年4月から1991年3月まで放送。NHKの幼児キャラクターで最大のヒットとなり、絵本は累計1000万部を超えた。おかあさんといっしょのショートアニメは当コーナーが初となる。

## 概要
個性的な12人のキャラクターが色々なことに挑戦し、成長していくのが物語の主軸。前期（1986年～1987年）は6人だったが後期（1987年～1991年）では6人が追加され12人になった。12人全てのキャラクターを玄田哲章が1人で演じ分け、またナレーションも兼任。
本放送終了後にも、何度か再放送が行われた。また、絵本版が『母と子のテレビ絵本』の中で読まれたこともある。
2022年7月にYouTube動画にて27年ぶりの復活となった。
キャッチフレーズは「きみが　いるから　おもしろい！」で、主題歌の歌詞にもなっている。
NHKの幼児キャラクターで最大のヒットとなり、絵本シリーズの累計発行部数は1000万部を突破している。

## 登場するキャラクター・性格

### 前期から居たメンバー
「我侭」「恐怖心」「悪戯」「物忘れ」「食欲旺盛」「ズボラ」といったネガティブな要素を持ったメンバーが登場している。
いやだいやだのやだもん
サボテンの様ないがぐり頭と体型で顔にそばかすがある。本作品中で最も有名な代表キャラクターで、他メンバーも彼の似顔絵を描く程。性格は極めて我侭且つ自己中心的で、言われた事は自分自身がピンチにならないと実行しない。余りの我侭ぶりに他メンバーから仲間外れにされる事もしばしばあるが、それでも彼を遊びに誘ってくれたり、自分自身も一人だけだと寂しいことに気づき、和解して遊びに加わったりするので、ある程度慕われている事が伺われる。口癖は、絵本版では「いやだもん」、アニメ版では「いや～だも～ん」であり、語尾に「～もん」をつけることもある。笑顔が少なく、いつも口元は締まりが無い。また眉毛が繋がってみえるほど顔をしかめる時もある。一人称は「やだもん」「ぼく」。
こわがりやのぶるる
ナスのような頭をしていて、ウサギ等のぬいぐるみをたまに持っている。暗闇やお化けが苦手だが、夜中にお化けの絵本を読んだりして震えている。また自ら勇気を出して苦手なことに挑戦することもある。物音や何かの気配に敏感で、1人だと周りが気になってまともに寝付けないため、誰かと一緒に寝たり、空のおもちゃ箱に入って寝たりしている。たずらが苦手らしく、たずらがやってくると草むらに隠れて震えていたり、よく悪戯の標的にされたりしている。やだもん同様、彼も笑顔が少ない。アニメ版では頭のヘタが外れたことやヘタの上に麦藁帽子をかぶっていたことがある。口癖は「怖いよ～」、「ブルル…」。一人称は「ぼく」。
いたずらっこのたずら
出っ歯で鼻にバツ印のように絆創膏を貼っている。おもちゃの鉄砲や水鉄砲やパチンコ等を持ち歩いている。悪戯や弱い者苛めが大好きで、自分の思い通りに事が運べばよく「ぐふふふ。」と笑う。罠をしかけたり、他メンバーの作った物を壊したり、壁に落書きする、水鉄砲やじょうろで水をかけたりする等の悪戯が多い。しかしたいてい最後は仕返しされたり、自分自身も酷い目に遭う事が多い。悪戯が失敗すれば謝る事もあるが、しばらくすればまた悪戯をするしたたかな性格。彼自身の一連の悪戯のせいで他メンバーからは顰蹙を買っている。落書きが好きで、壁や道路に落書きをすることもある。絆創膏の下には他メンバーのような丸い鼻はない。毎日歯を磨く。一人称は「ぼく」。12体のキャラの中では唯一、両親の存在を示唆する発言をしている（詳しくは後述）。
わすれんぼうのぽっけ
青い野球帽をかぶり、常に顔を赤らめている。よく汗をかいている。他の事に気を取られてしまうため、よく用件や帽子を始めとした持ち物等をすぐ忘れてしまう。忘れ物をする度にあちらこちらに動き回って落ち着かない。帽子の下には髪の毛が5本生えている。礼儀正しく、動物などに挨拶をすることもある。また木から落ちた鳥の雛を助けるなど優しい一面もある。運動神経もそれなりに良い。アニメ版ではよくトランクの様な鞄を持っている。初期の体色は明るいオレンジ色だったが、後期はがんがんとほぼ同じ体色になっている。また彼のみ表情によって目の位置が変化していることがある。一人称は「ぽっけ」「ぼく」。
くいしんぼうのもぐもぐ
栗の実のような頭をしていて、食べ物をよく持っている。特にドーナツが好物で、スペアのドーナツを隠し持っていたり、外出時にもドーナツを持参したり、誕生日プレゼントにドーナツが無い事に号泣したり、遊んでいる中ドーナツの匂いに敏感に反応したり、店のドーナツを独りで買い占めたり、ドーナツと間違えて輪投げの輪っかを食べようとしてしまう等ドーナツに対する執着心が強い。ドーナツ以外にアイスクリーム・飴・果物を食べていることもある。普段の体格は他メンバーと殆ど変わらないが、食欲旺盛故に、時には食べ過ぎのせいで腹がつっかえて家の玄関から出られなくなった事もある。食べ物を見つけるとすぐに食べようとする。食べるスピードも速い。また、食べ物に好き嫌いはない。将来の夢はドーナツ屋。一人称は「ぼく」。
ちらかしやのぽいっと
アフロのようなモジャモジャ頭をしている。部屋はいつもおもちゃで散らかっている。特に紙遊びが大好きで、紙を丸めて投げたり破ったり紙飛行機を作ったりして遊んでは散らかしている。手持ちの石鹸や紙がなくなるまで散らかし続けて、なくなると我に返って困ることもある。食事も口に入れている量より食い散らかしている量の方が多く、食べた後に出たゴミもその場に投げ捨てる。実は掃除好きで、言われれば積極的に掃除をするが、帚を振り回すだけで、結局散らかしている様なものである。アニメ版では前期メンバーの中で先頭に立って歩いたり率先して物事に取り組んだりすることもある。後期はまねりんと一緒にいる時が多くなる。ぽいっとの回では毎回出だしのナレーションからすると、「きみはあの有名な散らかし屋のぽいっとを知っていますか？」と語り、なぜか有名人らしい。一人称は「ぼく」。

### 後期から追加されたメンバー
1987年10月5日より参入。「頭脳明晰」「頑張り屋」「模倣」「好奇心旺盛」「笑い上戸」「親切」といった前期とは対照的でポジティブな要素を持ったメンバーが登場している。NHKからの依頼を受けて作られた。前期メンバーより知名度は低い。
あいでぃあまんのぴかっと
坊ちゃん刈りのような頭に、名案が浮かぶとピカピカ光るアンテナが頭のてっぺんに生えている。頭脳明晰で機転がきくので、その場にある物で便利な道具や名案を生み出す発明家タイプ。ただガリ勉なタイプではなく、外で他メンバー達と一緒に遊ぶ場面も。実は頭脳だけではなく運動神経も抜群で、アニメ版では自分の身長より高い鉄棒の柱に登ったり、見事な側転を決めているシーンがある。それ故にやだもんと違い、他メンバーからの人望も厚い完全無欠なキャラクターでもあるが、誤って花を折ったりする等ドジな一面もある。メンバー集合図では満面の笑みでピースサインや万歳をしていることが多い。一人称は「ぴかっと」「ぼく」。
がんばりやのがんがん
チリチリな頭に鼻筋が通った顔をしている。ぽいっと同様よく汗をかいている。どんな事があっても決して屈しない性格で、無理難題に直面しても諦めない（周りに諭されて観念して諦めることも）。また体力自慢で大きな丸太を1人で転がして持ち上げたり、突っ張りで大木を揺らして引っかかったボールを落とす等並大抵のものではない。アニメ版では鉄棒の大車輪が出来る。ただし足はあまり速くない。大工道具を使いこなして鳥の巣箱などを作ったり、楽器を演奏したりと器用な一面もある。彼の一言で他メンバーが動き出すので、ぴかっとと並んでメンバーのリーダー的存在でもある。メンバーの中でも喜怒哀楽が激しい。一人称は「ぼく」。
まねっこのまねりん
長いハの字眉で頭に白いベレー帽らしき物体がのっている。動物やおもちゃの動きはもちろんのこと、他メンバーのポーズや仕草をよく真似しており、真似をしては一人でニコニコして楽しんでいる。彼の真似で時には他メンバーを驚かせたり、真似が執拗すぎて顰蹙を買ったりする事もある（本人の真似にみゃーに嫌な顔をされた末に怒鳴られて泣いた事もある）。真似のやり過ぎで災難に遭うことが多いが、それでも懲りずに真似をし続けるしたたかな性格でもある。新メンバーを加えたオープニングではやだもんのまねをしていた。運動は苦手らしく、技に成功した他メンバーの真似をして失敗する。他人に自分の真似をされることは好まない。口癖は「まね（っこ）しちゃおっと」。一人称は「まねりん」。
しりたがりやのなあに
ニット帽風の帽子をかぶり、虫眼鏡や本をよく持っている。とても研究熱心な性格で、何でも調べないと気が済まない。公園でも他メンバーと遊ぶ事より一人で調べ物をしている事が多く、遊びに興じている中ですら気になるものを見つけるとすぐ調べたがる。調べ物のために夜更かしをすることもある。生物や自然現象だけでなく、他人の行動や秘密までも調べたがるため、相手を困らせてしまうこともしばしばある。また相手が何かを教えてくれないと拗ねる。常に帽子をかぶっているため帽子の中は謎である。本人も運動は苦手らしく、ゴム跳びの趣旨を無視して虫眼鏡でゴムをじっと見つめているシーンがある。他メンバーに比べて存在感が薄い。口癖は自分の名前同様「なあに」。一人称は「ぼく」。
わらいんぼうのげらら
葉っぱを被っている様な頭で、よく前歯を出す程の大きな口で笑っている。笑い声が余りにもうるさいため、水中の魚すら怯えて逃げ出す程。他人の失敗を笑ったり、他メンバーが困っている時に彼のみ笑顔だったりと空気が読めないところがある。ふざけて軽い悪戯をすることもあるが、相手を困らせるつもりはないので、仕返しをされたり、酷い目に遭うことは少ない。自分自身の失敗で他人に笑われると怒ることもあるが、大抵のことは自分自身も大笑いする楽天的な性格。アニメ版ではよく傘を持っていて、一人でふざけて笑っていることが多い。本人もゴム跳びを趣旨を無視してぺろ・みゃーを騙してゴムの下を潜った事がある。笑い声は絵本版では「がははは」、アニメ版では「げらら～」。一人称は「げらら」「ぼく」。
いつもしんせつなはっぴ
洋ナシのような頭をしていて、よく白い花を持っている。内股で立っていたり歩いたりする。誰かが困っている時には必ず手助けを欠かさない、私利私欲ではない献身的な性格。彼に優しくされるとどんな相手でも心を開いて素直になる。時には手助けを通り越して自己犠牲も辞さず、その際は逆に親切を受けることも多い。動物達も彼の優しい性格を理解しているようで、周りに集まってくる。花の水やりをしたり、動物に自分のおやつを分けてあげるのが好き。握り飯やサンドイッチを作ったり、綺麗にリンゴの皮を剥く等、料理はお手の物。運動は得意ではなく、アニメ版では後期メンバーで唯一高いジャンプが出来ないが、車の運転は上手。本来の体色は薄紫色だが、ピンク色で塗られることがある。口癖は絵本版では「はっぴにまかせて！」、アニメ版では「Happy!」。一人称は「はっぴ」。

### サイドキャラ
12体のキャラの性格を強調するため、ごく普通の性格として描かれている。12体のキャラの事を「～ちゃん」と呼んでいるが、アニメ版では呼び捨てになっている。12体のキャラより一回り小さいが、彼らとの年齢関係は不明である。
こいぬのぺろ
犬をモチーフにしたキャラ。見た目はグレーの体毛と黒い垂れ耳。犬小屋で寝ていたり骨を埋めたりと犬らしい行動をする時もある。初期は顔が尖っていた。一人称は初期は「ぼく」だったが後に「ぺろ」となる。
こねこのみゃー
猫をモチーフにしたキャラ。見た目は黄色い体毛と黒い耳と尻尾。ぺろとは違い猫らしい行動が少ない。一人称は「みゃー」だが、月刊誌では「ぼく」、キングレコード株式会社から発売されたカセットテープでは「わたし」と称したことがある。

### その他
果物屋さん
絵本版に登場。ひげを生やした人間の男性。なお、このシリーズの顔出しで人間キャラが登場するのは前にも後にも彼が唯一である。
鳥の親子
絵本版に登場。木から落ちた雛を助けたぽっけが忘れていった帽子を、親鳥が届けていた。人間の言語を話す。
雀
絵本版に登場。キャラクター達の周りを飛び回っている。特に物語に関わることは少ないモブキャラだが、登場回数が多い動物。群れでいることもある。
ダックスフント
アニメ版に登場。ぺろと違って常に四足歩行で言葉を話さない。ぶるるが餌を与えようとしていたり、はっぴのおやつを欲しがったりしていた。誰の飼い犬なのかは不明。
蛙
アニメ版に登場。神出鬼没でぽっけやまねりんの頭に乗ってきたり、はっぴのおやつを欲しがったりと人懐っこい。家の中に入ってくる時もある。また後期オープニングにも登場している。絵本版にも登場するが見た目は大きく異なる。
人間らしき手
アニメ版に登場。もぐもぐからドーナツを取り上げていたり、はっぴにおやつをあげていたりしていた。実際に人間なのかは不明。
たずらの両親
姿は現した事は無いが、たずらが登場するストーリーに於いてたずら本人が両親の存在を示唆する発言をしている。たずら本人曰く両親共靴を持っているとの事。
名称不定の謎のキャラ
『講談社ファミリーブック②　NHKテレビおかあさんといっしょ うたのベストアルバム100』38頁に登場。前期メンバー・ぺろ・みゃーと共にジェットコースターに乗っていた。一人は緑色で外見はなあにに似ている。もう一人はピンク色で頭にぴかっとのようなアンテナがある。この2体のキャラは恐らく後期メンバーのプロトタイプか、12体のメインキャラに追加編入する予定で描かれたと思われる。なお、彼等についてはメインキャラとしては扱われず、結局はこの2体のキャラについてのシリーズも発行されていない。

## 声の出演
- ナレーション、メインキャラクター - 玄田哲章[1]
- ぺろ - 佐久間レイ
- みゃー - 山田妙子

ただし、初期や「母と子のテレビ絵本」ではぺろとみゃー、解説も一括して玄田が演じている。

## スタッフ
- 作（絵本・テレビ絵本版）・キャラクターデザイン（アニメ版） - 有賀忍[1]
- アニメーション - 月岡貞夫[1]
- オープニングテーマ「こんなこいるかな」
作詞：日暮真三、作曲・編曲：渋谷毅、歌 - 坂田おさむ、森みゆき→神崎ゆう子

## 絵本リスト

### 講談社の能力開発絵本
講談社出版。一部の巻では文章の改訂がなされており、改訂後のものは一人称「ぼく」の部分を避けた形となっている。

2015年2月に日本図書センターから新装版が発売。文章は改訂後のものを採用。

2023年2月21日に、12冊の内容を1冊に集約した『きみがいるからおもしろい　こんなこいるかな』が日本図書センターから発売。
| 集    | 巻 | タイトル                 | 初版発行      |
| ----- | -- | ------------------------ | ------------- |
| 第1集 | 1  | いやだいやだのやだもん   | 1986年11月7日 |
| 第1集 | 2  | こわがりやのぶるる       | 1986年11月7日 |
| 第1集 | 3  | いたずらっこのたずら     | 1986年11月7日 |
| 第2集 | 4  | わすれんぼうのぽっけ     | 1986年12月7日 |
| 第2集 | 5  | くいしんぼうのもぐもぐ   | 1986年12月7日 |
| 第2集 | 6  | ちらかしやのぽいっと     | 1986年12月7日 |
| 第3集 | 7  | あいでぃあまんのぴかっと | 1988年1月10日 |
| 第3集 | 8  | がんばりやのがんがん     | 1988年1月10日 |
| 第3集 | 9  | まねっこのまねりん       | 1988年1月10日 |
| 第4集 | 10 | しりたがりやのなあに     | 1988年4月18日 |
| 第4集 | 11 | わらいんぼうのげらら     | 1988年4月18日 |
| 第4集 | 12 | いつもしんせつなはっぴ   | 1988年4月18日 |

### 講談社おともだちブックス
講談社出版。12人のメインキャラ全てが登場。
- 1989年10月15日初版発行
  - プレゼント　なあに？
  - でんしゃごっこ　たのしいね！

### おともだちおはなし絵本
講談社出版。テレビ絵本でも読まれていた（ただし一部の話は改題されている）。
| 集    | 巻 | タイトル                                      | 初版発行       |
| ----- | -- | --------------------------------------------- | -------------- |
| 第1集 | 1  | いやだいやだのやだもん「いっしょに あそぼ！」 | 1991年11月21日 |
| 第1集 | 2  | くいしんぼうのもぐもぐ「つまみぐい だあれ？」 | 1991年11月21日 |
| 第1集 | 3  | ちらかしやのぽいっと「ひこうきの え どこ？」  | 1991年11月21日 |
| 第2集 | 4  | いたずらっこのたずら「つみきの おしろ」       | 1991年11月21日 |
| 第2集 | 5  | こわがりやのぶるる「おばけ どこ？」           | 1991年11月21日 |
| 第2集 | 6  | わすれんぼうのぽっけ「おかいもの なあに？」   | 1991年11月21日 |

### おはなしちえあそびえほん
講談社出版。一部の話はテレビ絵本で放送されたものを基にしている。

2016年11月8日に日本図書センターから新装版が発売。

原版ではげらら、なあにの話の最終頁にがんがんの挿絵が誤植されていたが、新装版ではげらら、なあにの挿絵（専用のものではなく、知恵遊びの頁からの流用）に差し替えられている。
| 巻 | タイトル                   | 初版発行      |
| -- | -------------------------- | ------------- |
| 1  | やだもん・はっぴ・げらら   | 1995年7月22日 |
| 2  | もぐもぐ・ぽいっと・なあに | 1995年7月22日 |
| 3  | まねりん・ぶるる・がんがん | 1995年7月22日 |
| 4  | たずら・ぴかっと・ぽっけ   | 1995年7月22日 |

### おはようテレビえほん
講談社出版。
- 1996年7月22日初版発行
  - いやだいやだのやだもん「おばけ　いやだもーん」
  - くいしんぼうのもぐもぐ「たべすぎちゃった！」
  - まねっこのまねりん「まねしちゃおうっと！」
- 1996年9月22日初版発行
  - こわがりやのぶるる「こわいよう！　おばけ」
  - がんばりやのがんがん「なに　つくってるの？」
  - ちらかしやのぽいっと「おかたづけ　しようね！」
- 1996年12月22日初版発行
  - いたずらっこのたずら「いたずら　いっぱい！」
  - わらいんぼうのげらら「おおわらい　がははは！」
  - あいでぃあまんのぴかっと「あまやどり」
- その他
  - わすれんぼうのぽっけ「あっ！わすれちゃった」
  - いつもしんせつなはっぴ「やさしさいっぱい」
  - しりたがりやのなあに「おかいものなあに？」

## その他
- ミャー役の山田（現在は川田）は当作でデビュー作となり、後継コーナーにも2002年迄約16年に亘り出演している。
- TBS系ドラマ『パパは年中苦労する』の第3話の中で主人公が講談社の能力開発絵本「がんばりやのがんがん」を買うシーンがある。
- 絵本・テレビ絵本版とアニメ版ではキャラクターの見た目がやや異なる。例えばぺろは絵本・テレビ絵本版ではグレーだが、アニメ版では茶色になっている。みゃーも絵本・テレビ絵本版では黒い耳と尻尾をしているが、アニメ版ではこげ茶になっている。また絵本版のぺろ・みゃーは二足歩行だが、アニメ版ではぺろ・みゃーは犬や猫らしく四足で歩行しているシーンがある。
- キャラクターの性別については言及されていないが、書籍では12体全てが「ぼく」と称している[11]。